# Phil Chenier
Philip Chenier, detto Phil (Berkeley, 30 ottobre 1950), è un ex cestista statunitense, professionista nella NBA.

## Statistiche

### NBA

#### Regular Season
| Anno       | Squadra            | PG  | PT | MP   | TC%  | 3P%  | TL%  | RP  | AP  | PRP | SP  | PP   |
| ---------- | ------------------ | --- | -- | ---- | ---- | ---- | ---- | --- | --- | --- | --- | ---- |
| 1971-1972  | Baltimore Bullets  | 81  | -  | 30,6 | 41,5 | -    | 73,7 | 3,3 | 2,5 | -   | -   | 12,3 |
| 1972-1973  | Baltimore Bullets  | 71  | -  | 39,1 | 45,2 | -    | 79,5 | 4,1 | 4,2 | -   | -   | 19,5 |
| 1973-1974  | Capital Bullets    | 76  | -  | 38,7 | 43,4 | -    | 82,0 | 5,1 | 3,1 | 2,0 | 0,9 | 21,9 |
| 1974-1975  | Washington Bullets | 77  | -  | 37,3 | 45,0 | -    | 82,5 | 3,8 | 3,2 | 2,3 | 0,8 | 21,8 |
| 1975-1976  | Washington Bullets | 80  | -  | 36,9 | 48,3 | -    | 82,7 | 4,0 | 3,2 | 2,0 | 0,6 | 19,9 |
| 1976-1977  | Washington Bullets | 78  | -  | 36,4 | 44,4 | -    | 84,1 | 3,8 | 3,8 | 1,5 | 0,5 | 20,2 |
| 1977-1978† | Washington Bullets | 36  | -  | 26,0 | 44,3 | -    | 79,0 | 2,8 | 2,0 | 1,0 | 0,3 | 14,1 |
| 1978-1979  | Washington Bullets | 27  | -  | 14,3 | 43,7 | -    | 64,3 | 0,7 | 1,1 | 0,1 | 0,2 | 5,8  |
| 1979-1980  | Washington Bullets | 20  | -  | 23,5 | 39,3 | 50,0 | 75,6 | 2,2 | 2,1 | 0,9 | 0,3 | 10,1 |
| 1979-1980  | Indiana Pacers     | 23  | -  | 16,5 | 38,5 | 33,3 | 69,2 | 1,5 | 2,0 | 0,7 | 0,4 | 5,4  |
| 1980-1981  | G.S. Warriors      | 9   | -  | 9,1  | 33,3 | 33,3 | 100  | 0,9 | 0,8 | 0,0 | 0,0 | 3,2  |
| Carriera   | Carriera           | 578 | -  | 33,1 | 44,4 | -    | 80,6 | 3,6 | 3,0 | 1,6 | 0,6 | 17,2 |

#### Playoffs
| Anno     | Squadra            | PG | PT | MP   | TC%  | 3P% | TL%  | RP  | AP  | PRP | SP  | PP   |
| -------- | ------------------ | -- | -- | ---- | ---- | --- | ---- | --- | --- | --- | --- | ---- |
| 1972     | Baltimore Bullets  | 6  | -  | 25,5 | 37,3 | -   | 83,3 | 2,7 | 0,8 | -   | -   | 9,0  |
| 1973     | Baltimore Bullets  | 5  | -  | 42,2 | 50,6 | -   | 75,0 | 4,2 | 3,4 | -   | -   | 17,8 |
| 1974     | Capital Bullets    | 7  | -  | 44,3 | 45,3 | -   | 89,2 | 6,1 | 1,7 | 1,9 | 1,1 | 22,4 |
| 1975     | Washington Bullets | 17 | -  | 40,7 | 47,0 | -   | 89,5 | 4,5 | 3,2 | 1,3 | 0,6 | 24,2 |
| 1976     | Washington Bullets | 7  | -  | 37,9 | 43,8 | -   | 82,4 | 3,7 | 1,6 | 0,9 | 0,4 | 18,0 |
| 1977     | Washington Bullets | 9  | -  | 40,0 | 47,6 | -   | 80,4 | 4,4 | 2,6 | 1,7 | 0,4 | 25,0 |
| 1979     | Washington Bullets | 9  | -  | 10,8 | 21,7 | -   | 45,5 | 0,9 | 1,0 | 0,3 | 0,0 | 2,8  |
| Carriera | Carriera           | 60 | -  | 34,8 | 45,0 | -   | 84,5 | 3,8 | 2,2 | 1,2 | 0,5 | 18,1 |

## Palmarès
- Campionato NBA: 1

Washington Bullets: 1978
- NBA All-Rookie First Team (1972)
- All-NBA Second Team (1975)
- 3 volte NBA All-Star (1974, 1975, 1977)